# Antiagrion antigone
Antiagrion antigone – gatunek ważki z rodziny łątkowatych (Coenagrionidae). Występuje na terenie Ameryki Południowej.